# خلد قزم
خلد قزم أو فأرة عمياء قزمة أو جلذ قزم (الاسم العلمي: Nannospalax)، جنس قوارض من فصيلة الخلديات، توجد في أوروبا الشرقية وغرب آسيا. إنه أحد جنسي حيوانا لخلد (فُصيلة Spalacinae)، جنبًا إلى جنب مع جنس الخُلد. كما هو الحال مع أعضاء جنس الخلد، فإنهم مكفوفون تمامًا، وأعينهم مغطاة بالكامل بالجلد.

## الأنواع
هناك ثلاثة أنواع من هذا الجنس وتقسم إلى جُنَيْسين:
- جنس الخلد القزم، Nannospalax
  - جُنَيْس الخلد القزم، Nannospalax
    - خلد فلسطيني، N. ehrenbergi

  - جُنَيْس الخلد المتوسط، Mesospalax
    - خلد أصغر، N. leucodon
    - خلد أناضولي، N. xanthodon